# François Ladatte
François Ladatte (Turín, 1706-1787) fue un escultor nacido en Italia, y formado como escultor en Francia. Ganador del Premio de Roma en 1729.

## Datos biográficos
Su nombre de pila era Francesco Ladetti.  En su juventud trabajó en el séquito del príncipe Víctor Amadeo de Saboya-Carignan , que  se trasladó a París (momento en que afrancesó a Ladatte el apellido) siguiendo a su patrón.  En 1728 , en Francia, ganó el segundo premio de escultura de la academia francesa con la obra Joram y Naamán; el año siguiente ganó el primer premio con Joaquín rey de Judá.
Admitido en la Academia Real de Pintura y Escultura en 1736, fue nombrado académico en 1741 (con una estatua de mármol Judith ), y se convirtió en profesor asistente en 1743.  Expone en los salones del Louvre desde 1737 hasta 1743.  Sus obras más importantes realizadas en Francia son la estatua de Luis XV en  la bolsa de Rouen, la decoración del altar de San Lait en la catedral de Reims , y el relieve del Martirio de San Felipe de la capilla del castillo Versalles .
En 1744, se trasladó con su familia a Turín, donde fue recibido por Carlos Manuel III y se le ofreció el puesto de escultor real (con 800 libras de salario anual). 
Trabajó también en  Roma , antes de establecerse en la capital de Saboya en 1745 , como Escultor en bronce de Su Majestad.   Entre 1747 y 1750 realizó a instancias de la corte bandejas y candelabros de plata utilizados en Palacio de caza Stupinigi : para el mismo palacio, creó el famoso Ciervo que corona la cúpula central. En 1752 se pagó 3700 libras por un trono de plata para la exposición del santísimo sacramento.
Activo también en otros lugares en el Piamonte, trabajó en Vicoforte y Vercelli , en la tumba del Beato Amadeo IX de Saboya .
Después de ser nombrado profesor en la Academia Real de Pintura y Escultura en el Torino 1778 , murió de enfermedad el 18 de enero de 1787. 

## Obras
Entre las mejores y más conocidas obras de François Ladatte se incluyen las siguientes:
- Joram y Naamán Academia de BBAA de París
- Joaquín rey de Judá. Premio de Roma
- Judith, admisión como académico
- estatua de Luis XV en  la bolsa de Rouen,
- decoración del altar de San Lait en la catedral de Reims
- Relieve del Martirio de San Felipe de la capilla del palacio de Versalles .
- bandejas y candelabros de plata utilizados en Palacio de caza Stupinigi
- Ciervo que corona la cúpula central del Palacio de caza Stupinigi
- trono de plata para la exposición del santísimo sacramento.
- tumba del Beato Amadeo IX de Saboya .

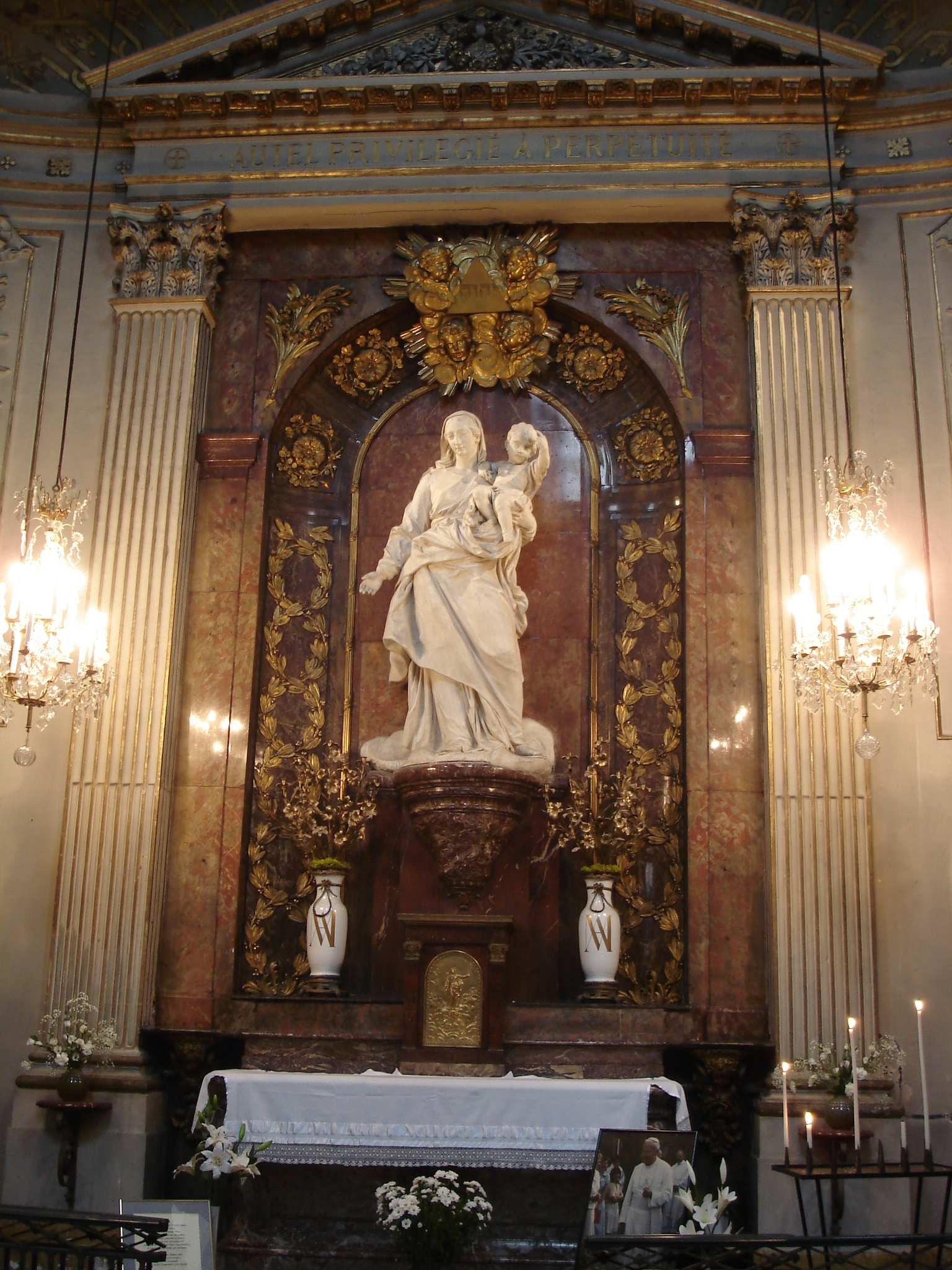
Virgen María
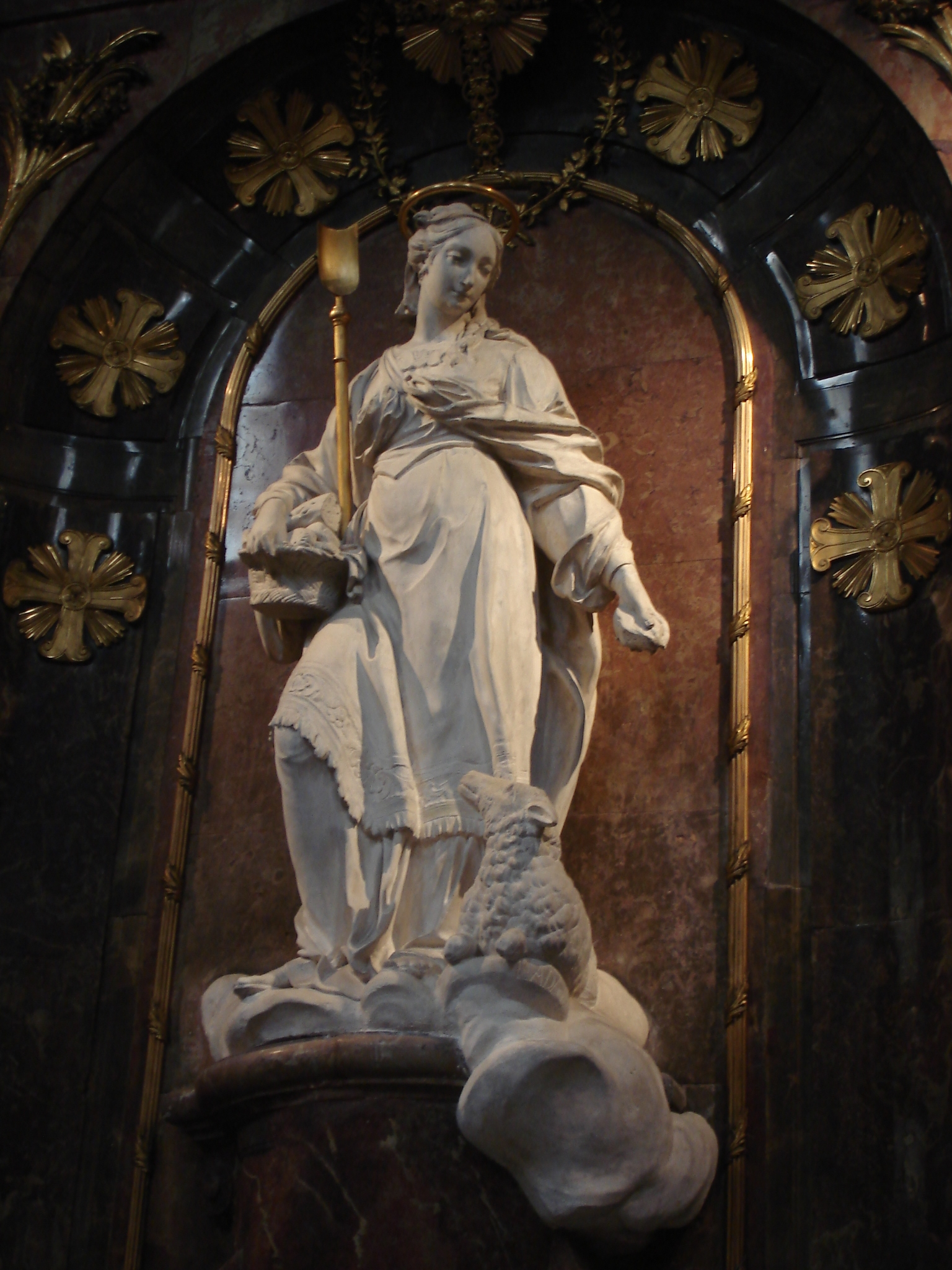
Santa Genoveva